# 이인문
이인문(李寅文, 1745년~1824년)은 조선의 화가이다. 본관은 해주(海州), 자는 문욱(文郁), 호는 유춘(有春)·고송유수관도인(古松流水館道人)·자연옹(紫煙翁)이다.
도화서의 화원이었으며, 정조의 규장각 초대 자비대령화원으로 착출 되었다. 첨사 벼슬을 지냈다. 그의 그림은 근대 조선화의 구성상의 산만함을 없애고 정연하고 아담한 구도로서 실력을 높이 평가받았다. 작품으로 <누각아집도>, <강산무진도>, <산수도>, <강촌우색도>, <추림도> 등이 있다.

## 관련 문화재
- 이인문 필 강산무진도 - 대한민국 보물 제2029+호

## 같이 보기
- 한국화
- 한국의 화가 목록
- 한국의 미술